# Silvina Ocampo
Silvina Inocência Ocampo (Buenos Aires, 28 de julho de 1903 – Buenos Aires, 14 de dezembro de 1993) foi uma escritora, contista e poeta argentina.

## Biografia
Silvina Ocampo nasceu no dia 28 de julho de 1903  em Buenos Aires, em uma casa na rua Viamonte 550. Foi a menor das seis filhas de Manuel Silvio Cecilio Ocampo e Ramona Aguirre Herrera (Victoria, Angélica, Francisca, Rosa, Clara María e Silvina). Sua família pertencia à alta burguesia, o que a possibilitou uma formação completa. As seis irmãs aprenderam a ler em inglês e francês antes de castelhano. Essa formação trilingue influenciaria posteriormente em sua escrita, conforme declarou a própria escritora.
Seu bisavô Manuel José de Ocampo y González foi político, candidato a presidente e amigo de Domingo Faustino Sarmiento.  Além disso, a família Ocampo também possui uma relação de parentesco com José Hernandez, autor da obra Martín Fierro, Prilidiano Pueyrredón, pintor e escultor argentino e Juan Manuel de Rosas, político e oficial militar argentino.
Em 1908 viajou pela primeira vez à Europa com sua família. Logo estudou desenho em Paris com Giorgio de Chirico e Fernand Léger. Entre seus amigos também se encontrava o escritor italiano Ítalo Calvino, quem produziu o prólogo de seus contos. Após seu retorno a Buenos Aires, se dedicou à pintura junto a Norah Borges e María Rosa Oliver, e realizou várias exposições, tanto individuais como coletivas.  Em 1931, sua irmã Victoria fundou a revista Sur, na qual foram publicados artículos e textos de muitos dos escritores, filósofos e intelectuais do século XX mais importantes. Silvina formou parte do grupo fundador, embora, bem como Jorge Luis Borges e Adolfo Bioy Casares, não ocupou lugar preponderante nas decisões sobre os conteúdos a publicar, tarefa desempenhada por Victoria e José Bianco.

## Carreira
Seu primeiro livro foi Viaje olvidado (1937) e o último Las repeticiones, publicado postumamente em 2006. Durante grande parte de sua vida, sua figura foi ofuscada pelas de sua irmã Victoria, seu esposo, Adolfo Bioy Casares, e seu amigo Jorge Luis Borges, mas com o tempo sua obra tem sido reconhecida e passou a ser considerada uma autora fundamental da literatura argentina do século XX.
Antes de consolidar-se como escritora, Ocampo foi artista plástica. Estudou pintura e desenho em Paris onde conheceu, em 1920, a Fernand Léger e Giorgio de Chirico, precursores do surrealismo.
Recebeu, entre outros, o o Prêmio Municipal de Literatura da Cidade de Buenos Aires em 1954, o Prêmio Nacional de Poesia da Argentina em 1962, o Gran Premio de Honor de la SADE em 1992 e o Premio Konex em 1984.

## Prêmios e distinções
- Premio Municipal de Poesía 1945 por Espacios métricos[14]
- Premio Municipal de Poesía 1953 por Los nombres[14]
- Premio Municipal de Literatura 1954
- Premio Nacional de Poesía 1962 por Lo amargo por dulce[14]
- Premio Konex - Diploma al Mérito 1984[15]
- Premio Club de los 13 1988
- Gran Premio de Honor de la SADE 1992[16]

Ocampo sugeriu que algumas de suas obras teriam ganhado outros prêmios se não tivessem sido tão cruéis. "Ter-lhes-á parecido imoral", afirmou e, em referência a contos como "La boda" ou "La casa de los relojes", disse: "Os atos mais cruéis que há em meus contos foram tirados da realidade".

## Publicações

### Histórias
- Ocampo, Silvina (1937). Viaje olvidado. Buenos Aires: Sur. OCLC 1881226.
- Ocampo, Silvina (1948). Autobiografía de Irene. Buenos Aires: Sur. OCLC 772107.
- Ocampo, Silvina (1959). La furia. Buenos Aires: Sur. OCLC 318439359.
- Ocampo, Silvina (1961). Las invitadas. Buenos Aires: Losada. OCLC 482316595.
- Ocampo, Silvina (1970). Los días de la noche. Buenos Aires: Sudamericana. OCLC 493622791.
- Ocampo, Silvina (1987). Y así sucesivamente. Barcelona: Tusquets. ISBN 9788472237537.
- Ocampo, Silvina (1988). Cornelia frente al espejo. Barcelona: Tusquets. ISBN 9788472237612.
- Ocampo, Silvina (2006). Las repeticiones. Buenos Aires: Sudamericana. ISBN 9789500727297. Histórias e romances curtos. Editado por Ernesto Montequin.

### Antologias
- Ocampo, Silvina (1954). Pequeña antología. Buenos Aires: Ediciones Ene.
- Ocampo, Silvina (1966). El pecado mortal. Buenos Aires: Editorial Universitaria de Buenos Aires. OCLC 3943578.
- Ocampo, Silvina (1970). Informe del cielo y del infierno. Caracas: Monte Ávila. OCLC 253025202. Ed por Edgardo Cozarinsky.
- Ocampo, Silvina (1991). Las reglas del secreto. México: Fondo de Cultura Económica. ISBN 9789505571192. Ed por Matilde Sánchez.
- Ocampo, Silvina (1999). Las reglas del secreto. Buenos Aires: Emecé. ISBN 9789500420198. Dos volúmenes.

### Contos infantis
- Ocampo, Silvina (1972). El caballo alado. Buenos Aires: Flor. OCLC 2927413.
- Ocampo, Silvina (1974). El cofre volante. Buenos Aires: Estrada. OCLC 5928284.
- Ocampo, Silvina (1975). El tobogán. Buenos Aires: Estrada. OCLC 2290626.
- Ocampo, Silvina (1977). La naranja maravillosa. Buenos Aires: Orión. OCLC 3735569.

### Poesia
- Ocampo, Silvina (1942). Enumeración de la patria. Buenos Aires: Sur. OCLC 3252521.
- Ocampo, Silvina (1945). Espacios métricos. Buenos Aires: Sur. OCLC 3233854. Premio Municipal.
- Ocampo, Silvina (1948). Sonetos del jardín. Buenos Aires: A. J. Álvarez. OCLC 223492537.
- Ocampo, Silvina (1949). Poemas de amor desesperado. Buenos Aires: Sudamericana. OCLC 490515623.
- Ocampo, Silvina (1953). Los nombres. Buenos Aires: Emecé. OCLC 2382776. Premio Nacional de Poesía.
- Ocampo, Silvina (1962). Lo amargo por dulce. Buenos Aires: Emecé. OCLC 13620270. Premio Nacional de Poesía.
- Ocampo, Silvina (1972). Amarillo celeste. Buenos Aires: Losada. OCLC 490834169.
- Ocampo, Silvina (1973). Cinco poemas. Buenos Aires: Edición privada.
- Ocampo, Silvina (1979). Árboles de Buenos Aires. Buenos Aires: Librería La Ciudad. OCLC 7120214.
- Ocampo, Silvina (1979). Canto escolar. Buenos Aires: Fraterna. OCLC 869147294.
- Ocampo, Silvina (1985). Breve santoral. Buenos Aires: Ediciones de Arte Gaglianone. ISBN 9789509004436.

### Novelas
- Ocampo, Silvina; Bioy Casares, Adolfo (1946). Los que aman, odian. Buenos Aires: Emecé. OCLC 19047051.
- Ocampo, Silvina (1986). La torre sin fin. Madrid: Alfaguara. ISBN 9788420445021.
- Ocampo, Silvina (2011). La promesa. Buenos Aires: Lumen. ISBN 9788426418784.

### Teatro
- Ocampo, Silvina; Wilcock, Juan Rodolfo (1956). Los traidores. Buenos Aires: Losange. OCLC 252938343. Peça teatral em verso.

### Outros escritos
- Borges, Jorge Luis; Ocampo, Silvina; Bioy Casares, Adolfo (1940). Antología de la literatura fantástica. Buenos Aires: Sudamericana. OCLC 2921961.
- Ocampo, Silvina (1981). Ulla, Noemí, ed. "La continuación" y otras páginas: antología. Buenos Aires: Centro Editor de América Latina. OCLC 8880075.
- Ulla, Noemí; Ocampo, Silvina (1982). Encuentros con Silvina Ocampo. Buenos Aires: Belgrano. ISBN 9789500770248.
- Ocampo, Silvina (1984). Páginas de Silvina Ocampo. Buenos Aires: Celtia. ISBN 9789509106574.
- Ocampo, Silvina (2006). Montequin, Ernesto, ed. Invenciones del recuerdo. Buenos Aires: Sudamericana. ISBN 9789500727365. Autobiografia em verso.
- Ocampo, Silvina (2008). Montequin, Ernesto, ed. Ejércitos de la oscuridad. Buenos Aires: Sudamericana. ISBN 9789500729031.
- Ocampo, Silvina (2014). Montequin, Ernesto, ed. El dibujo del tiempo: recuerdos, prólogos, entrevistas. Buenos Aires: Lumen. ISBN 9788426400581.

## Filmes baseados em suas obras
- Tres historias fantásticas (1964), dirigido por Marcos Madanes. O episódio "La red" está baseado no conto homónimo.
- La casa de azucar (1996), abandonada.
- El impostor sobre o conto homônimo dir. Alejandro Maci[17][18][19][20]
- Anillo de humo (2001), telefilme.
- El vestido de terciopelo (2001), telefilme.
- Cornelia frente al espejo (2012), longametragem baseado no conto homônimo.